# Zdeněk Čížkovský
Zdeněk Čížkovský (22. února 1921, Brno – 26. listopadu 2004, Kroměříž), původním jménem Zdeňko Czischowski, byl moravský katolický kněz a misionář, člen misijního řádu Misionáři obláti Panny Marie Neposkvrněné. Po pádu komunismu obnovil působení oblátů na českém území. Český publicista Aleš Palán o jeho osudech napsal knihu Než krokodýl spolkne stín.

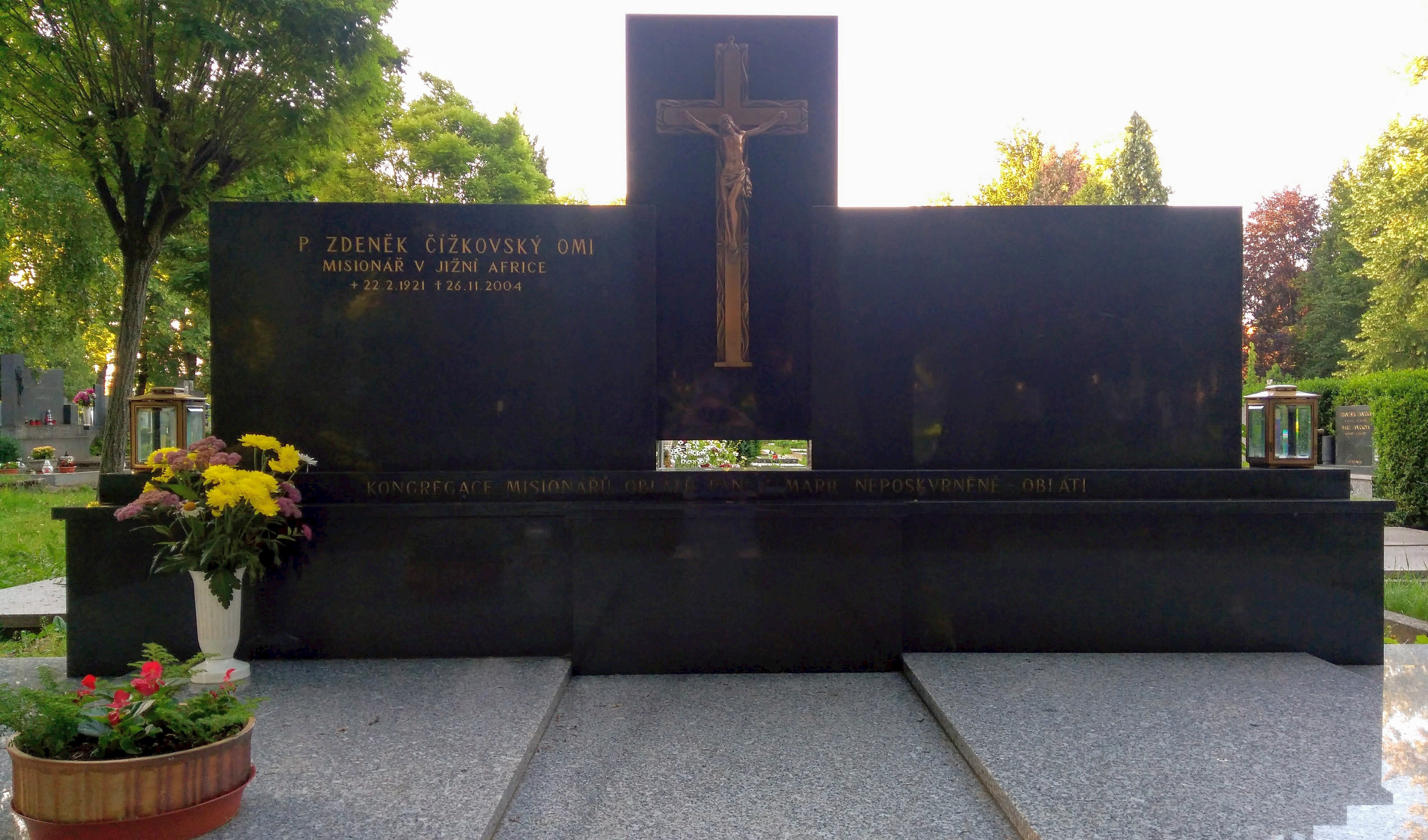
Hrob na kroměřížském hřbitově

## Život
Z Brna se jeho rodiče i se třemi dětmi odstěhovali do Bratislavy, kde otec získal nové zaměstnání. V Bratislavě Zdeňko absolvoval studium na reálce. Po odchodu otce do důchodu se rodina přestěhovala do Bzence na Slovácku, rodiště matky. Zdeňko se rozhodl stát se učitelem a proto začal studovat na učitelském ústavu v Příbrami. Pak strávil několik měsíců studiem oboru dirigentství na pražské konzervatoři. Během války byl totálně nasazen v Německu, odkud utekl a byl zatčen, vyslýchán na Pankráci a vězněn v Uherském Hradišti. Odtud byl poslán do koncentračního tábora v Kunčicích. Odtud byl vážně nemocný po 13 měsících propuštěn. Po osvobození Československa se vrátil k profesi učitele, nejprve v Bzenci, pak v Domaníně.
V roce 1948 emigroval do zahraničí, nejdříve tři roky cestoval Evropou a živil se jako malíř, pianista, jezdil s cirkusem a občas i žebral. Pak odjel kvůli diamantům do Jižní Afriky, kde zůstal 40 let, převážně mezi národem Zulů. Působil u nich jako misionář (6. prosince 1958 byl v Montebello vysvěcen na kněze), pak jako kaplan v nemocnici v Durbanu, pracoval v farnosti města Pinetown. Měl možnost se setkat s Matkou Terezou a také řadou dalších českých emigrantů. V roce 1991 se vrátil do své vlasti a věnoval se obnově působení řádu oblátů v Kroměříži a Klokotech. V roce 1998 byl za šíření dobrého jména České republiky v zahraničí oceněn vyznamenáním Gratias Agit.
Zemřel v roce 2004 v Kroměříži a je pohřben na kroměřížském hřbitově.

## Dílo
Je autorem knihy vzpomínek: V Africe mi říkali Sípho